# (304233) Majaess
(304233) Majaess est un astéroïde de la ceinture principale.

## Description
(304233) Majaess est un astéroïde de la ceinture principale. Il fut découvert le 14 septembre 2006 à Mauna Kea par David D. Balam. Il présente une orbite caractér]isée par un demi-grand axe de 2,86 UA, une excentricité de 0,07 et une inclinaison de 12,6° par rapport à l'écliptique.

## Compléments